# Gouvernement Kan
État du Japon
93e cabinet
(Yukio Hatoyama) 95e cabinet
(Yoshihiko Noda)
Le gouvernement Kan (菅 内閣, Kan Naikaku) est le 94e cabinet (第94代 内閣, dai-kyū-jū-yon-dai Naikaku) du Japon, nommé le 8 juin 2010 par le nouveau Premier ministre Naoto Kan et officiellement investi par l'empereur le jour même. Il s'agit de la deuxième administration formée par le Parti démocrate du Japon, longtemps parti d'opposition, depuis sa création en 1998, à la suite de sa victoire aux élections législatives du 30 août 2009. 
Après la réélection, pour un mandat de deux ans, de Naoto Kan à la tête du Parti démocrate du Japon le 14 septembre 2010, le Cabinet est remanié trois jours plus tard. Cette fois-ci, sur dix-sept ministres sortant, il n'en conserve que sept, dont un changeant d'affectation. Il est à nouveau remanié le 14 janvier 2011, essentiellement pour remplacer le Secrétaire général du Cabinet Yoshito Sengoku et le ministre du Territoire, des Infrastructures, des Transports et du Tourisme Sumio Mabuchi, tous deux frappés par une motion de censure (non contraignante, mais qui risquait de ralentir le processus d'adoption par la Diète du budget pour l'année fiscale 2011 et des lois afférentes) de la Chambre des conseillers, où le PDJ ne dispose plus de la majorité. 
Le 26 août 2011, comme promis au mois de juin précédent, Naoto Kan annonce sa démission de la présidence du PDJ et donc du poste de Premier ministre. Son successeur, Yoshihiko Noda, est élu trois jours plus tard à la présidence du parti et le 30 août comme nouveau chef de gouvernement. À cette occasion, le Cabinet de Naoto Kan démissionne mais reste officiellement en fonction jusqu'à l'investiture formelle de Yoshihiko Noda par l'empereur, le 2 septembre suivant.

## Composition
Les membres du précédent Cabinet maintenus à leurs postes sont indiqués en gras, ceux ayant changé d'attribution en italique. 

### Premier ministre
| fonction         | Personnalité | Parti | Faction | Diète        | Circonscription      |
| ---------------- | ------------ | ----- | ------- | ------------ | -------------------- |
| Premier ministre | Naoto Kan    | PDJ   | (Kan)   | Représentant | Tokyo (18e district) |

### Composition initiale (du8 juin 2010au17 septembre 2010)

#### Ministres, chefs d'un ministère
| fonction | Personnalité       | Parti | Faction            | Diète                             | Circonscription           |
| --- | ------------------ | ----- | ------------------ | --------------------------------- | ------------------------- |
| Ministre des Affaires intérieures et des Communications également ministre d'État à la Promotion de la Souveraineté régionale                                        | Kazuhiro Haraguchi | PDJ   | Hata               | Représentant                      | Saga (1er district)       |
| Ministre de la Justice | Keiko Chiba        | PDJ   | ex-PSJ             | Conseillère (jusqu'au 11/07/2010) | Kanagawa                  |
| Ministre des Affaires étrangères | Katsuya Okada      | PDJ   | -                  | Représentant                      | Mie (3e district)         |
| Ministre des Finances | Yoshihiko Noda     | PDJ   | Noda               | Représentant                      | Chiba (4e district)       |
| Ministre de l'Éducation, de la Culture, des Sports, des Sciences et de la Technologie également ministre d'État chargé de la politique scientifique et technologique | Tatsuo Kawabata    | PDJ   | ex-PDS             | Représentant                      | Shiga (1er district)      |
| Ministre de la Santé, du Travail et des Affaires sociales également ministre d'État à la Réforme des Retraites                                                       | Akira Nagatsuma    | PDJ   | -                  | Représentant                      | Tokyo (7e district)       |
| Ministre de l'Agriculture, des Forêts et de la Pêche | Masahiko Yamada    | PDJ   | Ozawa (ex-libéral) | Représentant                      | Nagasaki (3e district)    |
| Ministre de l'Économie, du Commerce et de l'Industrie | Masayuki Naoshima  | PDJ   | Hatoyama ex-PDS    | Conseiller                        | Proportionnelle nationale |
| Ministre du Territoire, des Infrastructures, des Transports et du Tourisme également ministre d'État pour Okinawa et les Territoires du Nord                         | Seiji Maehara      | PDJ   | Maehara-Edano      | Représentant                      | Kyōto (2e district)       |
| Ministre de l'Environnement | Sakihito Ozawa     | PDJ   | Hatoyama           | Représentant                      | Yamanashi (1er district)  |
| Ministre de la Défense | Toshimi Kitazawa   | PDJ   | Hata               | Conseiller                        | Nagano                    |

#### Chef du secrétariat et du bureau du Cabinet
| fonction                      | Personnalité    | Parti | Faction       | Diète        | Circonscription          |
| ----------------------------- | --------------- | ----- | ------------- | ------------ | ------------------------ |
| Secrétaire général du Cabinet | Yoshito Sengoku | PDJ   | Maehara-Edano | Représentant | Tokushima (1er district) |

#### Ministres d'État ne dirigeant pas un ministère
| fonction | Personnalité                                                          | Parti | Faction                   | Diète                   | Circonscription                                   |
| --- | --------------------------------------------------------------------- | ----- | ------------------------- | ----------------------- | ------------------------------------------------- |
| Ministre d'État, Président de la Commission nationale de sécurité publique Ministre d'État à la Gestion des Catastrophes Ministre d'État chargé de la Question des Enlèvements | Hiroshi Nakai                                                         | PDJ   | Ozawa (ex-libéral) ex-PDS | Représentant            | Mie (1er district)                                |
| Ministre d'État pour les Services financiers et la Réforme postale | Shizuka Kamei (démission 11/06/2010) Shōzaburō Jimi (à p. 11/06/2010) | NPP   | -                         | Représentant Conseiller | Hiroshima (6e district) Proportionnelle nationale |
| Ministre d'État à la Stratégie nationale Ministre d'État à la Politique économique et fiscale Ministre d'État aux Consommateurs, à la Sécurité alimentaire                     | Satoshi Arai                                                          | PDJ   | Kan                       | Représentant            | Hokkaidō (3e district)                            |
| Ministre d'État à la Réforme de la Fonction publique Ministre d'État au Nouveau concept du Service public et à l'Égalité sociale et des sexes                                  | Kōichirō Genba                                                        | PDJ   | Maehara-Edano             | Représentant            | Fukushima (3e district)                           |
| Ministre d'État à la Revitalisation du gouvernement | Renhō                                                                 | PDJ   | Noda                      | Conseillère             | Tokyo                                             |

### À la suite du premier remaniement (17 septembre 2010-14 janvier 2011)
Les membres maintenus à leurs postes sont indiqués en gras, ceux ayant changé d'attribution en italique. 

#### Ministres, chefs d'un ministère
| fonction | Personnalité                                                                 | Parti | Faction              | Diète                   | Circonscription                    |
| --- | ---------------------------------------------------------------------------- | ----- | -------------------- | ----------------------- | ---------------------------------- |
| Ministre des Affaires intérieures et des Communications également ministre d'État à la Promotion de la Souveraineté locale et à la Revitalisation régionale              | Yoshihiro Katayama                                                           | -     | -                    | -                       | -                                  |
| Ministre de la Justice également ministre d'État chargé de la Question des Enlèvements                                                                                   | Minoru Yanagida (démission 22/11/2010) Yoshito Sengoku (intérim 22/11/2010-) | PDJ   | ex-PDS Maehara-Edano | Conseiller Représentant | Hiroshima Tokushima (1er district) |
| Ministre des Affaires étrangères | Seiji Maehara                                                                | PDJ   | Maehara-Edano        | Représentant            | Kyōto (2e district)                |
| Ministre des Finances | Yoshihiko Noda                                                               | PDJ   | Noda                 | Représentant            | Chiba (4e district)                |
| Ministre de l'Éducation, de la Culture, des Sports, des Sciences et de la Technologie                                                                                    | Yoshiaki Takaki                                                              | PDJ   | Hatoyama ex-PDS      | Représentant            | Nagasaki (1er district)            |
| Ministre de la Santé, du Travail et des Affaires sociales | Ritsuo Hosokawa                                                              | PDJ   | Kan                  | Représentant            | Saitama (3e district)              |
| Ministre de l'Agriculture, des Forêts et de la Pêche | Michihiko Kano                                                               | PDJ   | Hata                 | Représentant            | Yamagata (1er district)            |
| Ministre de l'Économie, du Commerce et de l'Industrie | Akihiro Ōhata                                                                | PDJ   | Hatoyama             | Représentant            | Ibaraki (5e district)              |
| Ministre du Territoire, des Infrastructures, des Transports et du Tourisme également ministre d'État pour Okinawa et les Territoires du Nord et à la Politique océanique | Sumio Mabuchi                                                                | PDJ   | Noda                 | Représentant            | Nara (1er district)                |
| Ministre de l'Environnement également ministre d'État à la Gestion des catastrophes                                                                                      | Ryū Matsumoto                                                                | PDJ   | ex-PSJ               | Représentant            | Fukuoka (1er district)             |
| Ministre de la Défense | Toshimi Kitazawa                                                             | PDJ   | Hata                 | Conseiller              | Nagano                             |

#### Chef du secrétariat et du bureau du Cabinet
| fonction                      | Personnalité    | Parti | Faction       | Diète        | Circonscription          |
| ----------------------------- | --------------- | ----- | ------------- | ------------ | ------------------------ |
| Secrétaire général du Cabinet | Yoshito Sengoku | PDJ   | Maehara-Edano | Représentant | Tokushima (1er district) |

#### Ministres d'État ne dirigeant pas un ministère
| fonction | Personnalité   | Parti | Faction       | Diète        | Circonscription           |
| --- | -------------- | ----- | ------------- | ------------ | ------------------------- |
| Ministre d'État, Présidente de la Commission nationale de sécurité publique Ministre d'État aux Consommateurs et à la Sécurité alimentaire Ministre d'État à l'Égalité sociale et des sexes | Tomiko Okazaki | PDJ   | Kan ex-PSJ    | Conseillère  | Préfecture de Miyagi      |
| Ministre d'État pour les Services financiers et la Réforme postale | Shōzaburō Jimi | NPP   | -             | Conseiller   | Proportionnelle nationale |
| Ministre d'État à la Politique économique et fiscale Ministre d'État à la Politique scientifique et technologique Ministre d'État à la Politique spatiale                                   | Banri Kaieda   | PDJ   | Hatoyama      | Représentant | Tokyo (1er district)      |
| Ministre d'État à la Stratégie nationale Ministre d'État au Nouveau concept du Service public                                                                                               | Kōichirō Genba | PDJ   | Maehara-Edano | Représentant | Fukushima (3e district)   |
| Ministre d'État à la Revitalisation du gouvernement Ministre d'État à la Réforme de la Fonction publique                                                                                    | Renhō          | PDJ   | Noda          | Conseillère  | Tokyo                     |

### À la suite du deuxième remaniement (14 janvier-2 septembre 2011)
Les membres maintenus à leurs postes sont indiqués en gras, ceux ayant changé d'attribution en italique. 

#### Ministres, chefs d'un ministère
| fonction | Personnalité                                                                                                 | Parti | Faction                     | Diète                   | Circonscription                                                |
| --- | --- | ----- | --------------------------- | ----------------------- | -------------------------------------------------------------- |
| Ministre des Affaires intérieures et des Communications également ministre d'État à la Promotion de la Souveraineté locale et à la Revitalisation régionale | Yoshihiro Katayama                                                                                           | -     | -                           | -                       | -                                                              |
| Ministre de la Justice | Satsuki Eda                                                                                                  | PDJ   | Kan                         | Conseiller              | Okayama                                                        |
| Ministre des Affaires étrangères | Seiji Maehara (démission 06/03/2011) Yukio Edano (intérim 06-09/03/2011) Takeaki Matsumoto (à p. 09/03/2011) | PDJ   | Maehara-Edano Noda/Tarutoko | Représentants           | Kyōto (2e district) Saitama (5e district) Hyōgo (11e district) |
| Ministre des Finances | Yoshihiko Noda                                                                                               | PDJ   | Noda                        | Représentant            | Chiba (4e district)                                            |
| Ministre de l'Éducation, de la Culture, des Sports, des Sciences et de la Technologie                                                                       | Yoshiaki Takaki                                                                                              | PDJ   | Hatoyama ex-PDS             | Représentant            | Nagasaki (1er district)                                        |
| Ministre de la Santé, du Travail et des Affaires sociales                                                                                                   | Ritsuo Hosokawa                                                                                              | PDJ   | Kan                         | Représentant            | Saitama (3e district)                                          |
| Ministre de l'Agriculture, des Forêts et de la Pêche | Michihiko Kano                                                                                               | PDJ   | Hata                        | Représentant            | Yamagata (1er district)                                        |
| Ministre de l'Économie, du Commerce et de l'Industrie également ministre d'État aux Conséquences économiques des accidents nucléaires (à p. 11/04/2011)     | Banri Kaieda                                                                                                 | PDJ   | Hatoyama                    | Représentant            | Tokyo (1er district)                                           |
| Ministre du Territoire, des Infrastructures, des Transports et du Tourisme également ministre d'État pour la Politique océanique                            | Akihiro Ōhata                                                                                                | PDJ   | Hatoyama                    | Représentant            | Ibaraki (5e district)                                          |
| Ministre de l'Environnement | Ryū Matsumoto (jusqu'au 27/06/2011) Satsuki Eda (à p. 27/06/2011)                                            | PDJ   | ex-PSJ Kan                  | Représentant Conseiller | Fukuoka (1er district) Okayama                                 |
| Ministre de la Défense | Toshimi Kitazawa                                                                                             | PDJ   | Hata                        | Conseiller              | Nagano                                                         |

#### Chef du secrétariat et du bureau du Cabinet
| fonction                                                                              | Personnalité | Parti | Faction       | Diète        | Circonscription       |
| ------------------------------------------------------------------------------------- | ------------ | ----- | ------------- | ------------ | --------------------- |
| Secrétaire général du Cabinet Ministre d'État pour Okinawa et les Territoires du Nord | Yukio Edano  | PDJ   | Maehara-Edano | Représentant | Saitama (5e district) |

#### Ministres d'État ne dirigeant pas un ministère
| fonction | Personnalité                                                         | Parti | Faction                   | Diète                    | Circonscription                           |
| --- | -------------------------------------------------------------------- | ----- | ------------------------- | ------------------------ | ----------------------------------------- |
| Ministre d'État, Présidente de la Commission nationale de sécurité publique Ministre d'État à la Réforme de la fonction publique Ministre d'État à la Question des enlèvements                                       | Kansei Nakano                                                        | PDJ   | ex-PDS                    | Représentant             | Ōsaka (8e district)                       |
| Ministre d'État pour les Services financiers et la Réforme postale | Shōzaburō Jimi                                                       | NPP   | -                         | Conseiller               | Proportionnelle nationale                 |
| Ministre d'État à la Revitalisation du gouvernement Ministre d'État à la Promotion de la conservation de l'électricité                                                                                               | Renhō (jusqu'au 27/06/2011) Yukio Edano (à p. 27/06/2011)            | PDJ   | Noda Maehara-Edano        | Conseillère Représentant | Tokyo Saitama (5e district)               |
| Ministre d'État à la Consommation et à la Sécurité alimentaire Ministre d'État à la Promotion de la conservation de l'électricité (à p. 13/03/2011) Ministre d'État chargé de l'Accident nucléaire (à p. 27/06/2011) | Renhō (jusqu'au 27/06/2011) Gōshi Hosono (à p. 27/06/2011)           | PDJ   | Noda Maehara-Edano        | Conseillère Représentant | Tokyo Shizuoka (5e district)              |
| Ministre d'État à la Politique économique et fiscale Ministre d'État à la Dénatalité et à l'Égalité sociale et des sexes Ministre d'État à la Réforme totale de la Sécurité sociale et de la Fiscalité               | Kaoru Yosano                                                         | -     | -                         | Représentant             | Tokyo (Proportionnelle)                   |
| Ministre d'État à la Stratégie nationale Ministre d'État au Nouveau concept du Service public Ministre d'État à la Politique scientifique et technologique Ministre d'État à la Politique spatiale                   | Kōichirō Genba                                                       | PDJ   | Genba                     | Représentant             | Fukushima (3e district)                   |
| Ministre d'État à la Gestion des catastrophes Ministre d'État à la Reconstruction (à p. 27/06/2011) | Ryū Matsumoto (démission 05/07/2011) Tatsuo Hirano (à p. 05/07/2011) | PDJ   | ex-PSJ Ozawa (ex-Libéral) | Représentant Conseiller  | Fukuoka (1er district) Préfecture d'Iwate |